# جاكي موني
جاكي موني (بالإنجليزية: Jackie Mooney)‏ (1938 بدبلن في جمهورية أيرلندا - 30 ديسمبر 2017) هو لاعب كرة قدم أيرلندي في مركز الهجوم. شارك مع منتخب جمهورية أيرلندا لكرة القدم. أما مع النوادي، فقد لعب مع مانشستر يونايتد ونادي بانغور سيتي ونادي بوهيميان ونادي شامروك روفرز وAer Lingus F.C. ‏ وهوم فارم ‏ ودوري أيرلندا الحادي عشر ‏ وكورك هايبرنيانز ‏ وأثلون تاون ‏.

## وصلات خارجية
- جاكي موني على موقع قاعدة بيانات كرة القدم.إي يو (الإنجليزية)
- جاكي موني على موقع ناشيونال فوتبول تيمز (الإنجليزية)